# Foordana kasouga
Espèce
Foordana kasouga est une espèce d'araignées aranéomorphes de la famille des Trachelidae.

## Distribution
Cette espèce est endémique d'Afrique du Sud. Elle se rencontre au Cap-Oriental et au KwaZulu-Natal.

## Description
La carapace du mâle holotype mesure 2,64 mm de long sur 2,11 mm et l'abdomen 2,92 mm de long sur 2,00 mm.

## Systématique et taxinomie
Cette espèce a été décrite par Haddad en 2025.

## Étymologie
Son nom d'espèce lui a été donné en référence au lieu de sa découverte, Kasouga.

## Publication originale
- Haddad, 2025 : « And they just keep coming: four new genera of dark sac spiders from southern Africa (Araneae, Trachelidae). » African Invertebrates, vol. 66, no 1, p. 19-64 (texte intégral).